# Маестро (фільм, 1990)
«Маестро» — радянський художній фільм, знятий у 1990 році на Ризькій кіностудії. Режисер фільму Петеріс Криловс. Фільм знятий за мотивами повісті Аншлаваса Еглітіса «Маестро».

## Сюжет
Фільм розповідає про світ мистецтва тридцятих років 20 століття. У фільмі відображено характерний для Аншлавса Еглітіса іронічний погляд.
Прообразом головного героя став відомий латвійський художник Роман Сута.

## В ролях
- Едуард Павулс — Маестро
- Лігіта Відулея — дружина художника
- Юріс Горнавс — Автор
- Леонідс Грабовскіс — Вердінс
- Байба Ноллендорф — медсестра
- Олеся Малахова — епізод
- Еліта Клявиня — епізод
- Візма Квепа — епізод
- Андіс Квепс — епізод

## Знімальна група
- Режисер: Петеріс Криловс
- Автор сценарію: Петеріс Криловс
- Оператор: Андріс Павловскіс
- Художник: Брігіта Розенбрік
- Звукорежисер: Normunds Kļaviņš
- Режисер монтажу: Дзінтра Круміня
- Художник по костюмах: Сандра Сила
- Візажист: Каріна Лапіня
- Режисери: Індра Лукіна, Марина Гульмане